# Natsumi Hoshi
Natsumi Hoshi –en japonés, 星奈津美, Hoshi Natsumi– (Koshigaya, 21 de agosto de 1990) es una deportista japonesa que compitió en natación, especialista en el estilo mariposa.
Participó en tres Juegos Olímpicos de Verano, entre los años 2008 y 2016, obteniendo dos medallas de bronce, en Londres 2012 y Río de Janeiro 2016, ambas en la prueba de 200 m mariposa.
Ganó una medalla de oro en el Campeonato Mundial de Natación de 2015 y una medalla de plata en el Campeonato Pan-Pacífico de Natación de 2014.

## Palmarés internacional
| Juegos Olímpicos        | Juegos Olímpicos        | Juegos Olímpicos  | Juegos Olímpicos |
| Año                     | Lugar                   | Medalla           | Prueba           |
| ----------------------- | ----------------------- | ----------------- | ---------------- |
| 2012                    | Londres (Reino Unido)   | Medalla de bronce | 200 m mariposa   |
| 2016                    | Río de Janeiro (Brasil) | Medalla de bronce | 200 m mariposa   |
| Campeonato Mundial      |                         |                   |                  |
| Año                     | Lugar                   | Medalla           | Prueba           |
| 2015                    | Kazán (Rusia)           | Medalla de oro    | 200 m mariposa   |
| Campeonato Pan-Pacífico |                         |                   |                  |
| Año                     | Lugar                   | Medalla           | Prueba           |
| 2014                    | Gold Coast (Australia)  | Medalla de plata  | 200 m mariposa   |